# 牛乳寒天
牛乳寒天（ぎゅうにゅうかんてん）とは、牛乳と寒天と砂糖を使って作る冷たい菓子である。牛乳かん（ぎゅうにゅうかん、牛乳寒/牛乳羹）、またはミルク寒天（ミルクかんてん）とも呼ばれる。